# Lance Krall

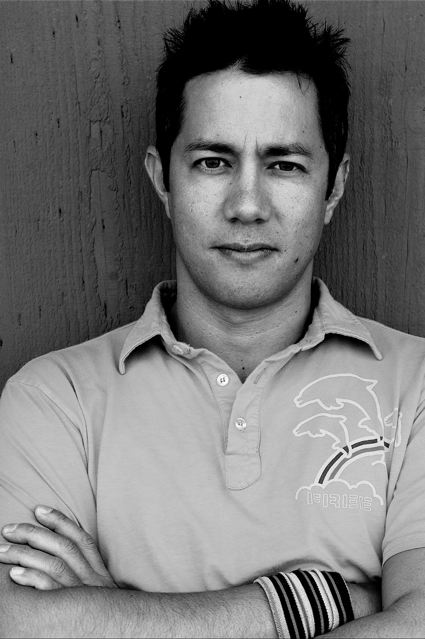
Lance Krall (2008)

Lance Krall (* 9. Dezember 1970 in Monterey, Kalifornien) ist ein US-amerikanischer Schauspieler mit vietnamesischen Wurzeln.

## Leben
Seine Kindheit verbrachte Lance Krall, da sein Vater John ein Marineflieger war und seine Mutter Yung als Agentin für die CIA und das FBI arbeitete, in vielen Ländern. Letztendlich wurde seine Familie aber in Atlanta, Georgia sesshaft. Dort besuchte Krall die Georgia State University, an der er einen Bachelor of Arts in Film und Theater erlangte.
Zum ersten Mal im Fernsehen erschien Lance Krall im Jahr 2000 in der The Cindy Margolis Show. 2003 folgte der Kurzfilm Party Animals sowie die Rolle des homosexuellen Kip in The Joe Schmo Show. 2003 und 2004 war er in zwei Rollen bei Monk zu Gast, u. a. als Clown. Ein Jahr später folgte seine eigene Show, The Lance Krall Show, welche auf insgesamt neun Episoden kam. Zwischen 2008 und 2009 war er in Free Radio zu sehen. In der Fox-Serie Breaking In hatte er in der zweiten Staffel eine Nebenrolle inne. 2013 folgte außerdem ein Auftritt als Sensei Ira in Das Büro. Diese Rolle hatte er bereits 2005 verkörpert.

## Filmografie (Auswahl)
- 2000: The Condy Margolis Show (Fernsehserie)
- 2002: Made-Up
- 2003: No Regrets (Kurzfilm)
- 2003: Party Animals (Kurzfilm)
- 2003: The Joe Schmo Show (Fernsehserie, 9 Folgen)
- 2003–2004: Monk (Fernsehserie, 2 Folgen)
- 2005, 2013: Das Büro (The Office, Fernsehserie, 2 Folgen)
- 2005: The Life Coach
- 2005: The Lance Krall Show (Fernsehserie, 9 Folgen)
- 2008–2009: Free Radio (Fernsehserie, 17 Folgen)
- 2010: Fake it Til You Make It
- 2012: Breaking In (Fernsehserie, 11 Folgen)